# Te Atawhai Hudson-Wihongi
Te Atawhai Hudson-Wihongi, né le 27 mars 1995 à Auckland, est un footballeur international néo-zélandais. Il évolue au poste de milieu défensif au club d'Auckland City.

## Carrière
Te Atawhai Hudson-Wihongi dispute son premier match avec l'équipe de Nouvelle-Zélande le 12 novembre 2015 lors d'un match amical contre Oman.

## Statistiques
| Saison                | Club                  | Championnat           | Championnat | Championnat | Coupe(s) nationale(s) | Coupe(s) nationale(s) | Compétition(s) continentale(s) | Compétition(s) continentale(s) | Compétition(s) continentale(s) | Coupe du monde des clubs | Coupe du monde des clubs | Nouvelle-Zélande | Nouvelle-Zélande | Total | Total |
| Saison                | Club                  | Division              | M.          | B.          | M.                    | B.                    | Comp.                          | M.                             | B.                             | M.                       | B.                       | M.               | B.               | M.    | B.    |
| 2011-2012             | Canterbury United     | Premiership           | 1           | 0           | 0                     | 0                     | -                              | -                              | -                              | -                        | -                        | -                | -                | 1     | 0     |
| 2014-2015             | Wanderers SC          | Premiership           | 16          | 2           | 0                     | 0                     | -                              | -                              | -                              | -                        | -                        | -                | -                | 16    | 2     |
| Sous-total            | Sous-total            | Sous-total            | 17          | 2           | 0                     | 0                     | -                              | -                              | -                              | -                        | -                        | -                | -                | 17    | 2     |
| 2015-2016             | Auckland City         | Premiership           | 13          | 0           | 3                     | 1                     | LC                             | 5                              | 0                              | 1                        | 0                        | 3                | 0                | 25    | 1     |
| 2016-2017             | Auckland City         | Premiership           | 0           | 0           | 0                     | 0                     | -                              | -                              | -                              | -                        | -                        | -                | -                | 0     | 0     |
| Sous-total            | Sous-total            | Sous-total            | 13          | 0           | 3                     | 1                     | -                              | 5                              | 0                              | 1                        | 0                        | 3                | 0                | 25    | 1     |
| Total sur la carrière | Total sur la carrière | Total sur la carrière | 30          | 2           | 3                     | 1                     | -                              | 5                              | 0                              | 1                        | 0                        | 3                | 0                | 42    | 3     |

## Palmarès
Il remporte le championnat de Nouvelle-Zélande en 2016 et la Ligue des champions la même année.